# Јован Митуљикић
Јован Митуљикић (Неготин, 20. јануар 2003) српски је фудбалер који тренутно наступа за Нови Пазар, на позајмици из Црвене звезде. Његов брат близанац, Никола, такође је фудбалер.

## Каријера
Јован Митуљикић је заједно с братом близанцем, Николом, фудбал почео да тренира у ОФК Бобану у родном Неготину. Касније су прошли кроз млађе категорије Рада, затим ОФК Београда, док су у омладинску школу Црвене звезде заједно прешли 2018. године. Учествовали су у освајању Кадетске и Омладинске лиге Србије. Јован Митуљикић је седео на клупи првог Црвене звезде против ИМТ-а у четвртини финала Купа Србије крајем марта 2021. Следећег месеца браћа Митуљикићи су потписали нове четворогодишње уговоре с клубом. Касније су заједно прослеђени Графичару, а потом су поново тренирали с првим тимом током зимских припрема 2022. У екипи Графичара остали су једну и по сезону. Јован је у Првој лиги Србије за ту екипу наступио укупно 45 пута и постигао 13 погодака, од чега хет-трик против екипе Рада. Одлука руководства и спортског сектора Црвене звезде била је да раздвоји близанце ради осамостаљивања и бољег појединачног развоја. Сходно томе, Јован је средином јануара 2023. уступљен екипи новосадске Младости. На свом званичном дебитантском наступу за тим, уједно и свом првом у Суперлиги Србије, постигао је погодак у поразу од екипе Јавора. Најчешће је имао улогу јединог бонус фудбалера на терену, у којој се углавном смењивао с Илијом Бабићем. За клуб, који није успео за задржи суперлигашки статус, до краја сезоне забележио је укупно 14 наступа. Током летњих припрема Црвене звезде 2023, код тренера Барака Бахара, Јовану је измерено најкраће време спринта на деоници од 40 метара. За разлику од брата Николе, Јован је и за наредну сезону уступљен другом клубу. Иако се најпре помињао ИМТ, отишао је у крагујевачки Раднички 1923. Погодио је на припремној утакмици против екипе Такова из Горњег Милановца. На отварању сезоне 2023/24, против Новог Пазара, наступио је у завршници утакмице после чега није играо на наредним сусретима. Позајмица је тако након месец дана прекинута, а Митуљикић је након тога прослеђен ОФК Београду у складу с установљеним Правилником. Ту се поново прикључио брату Николи у наставку такмичарске године у Првој лиги Србије. Током зимских припрема поново се одазвао прозивци првог тима Црвене звезде, а у протоколу се нашао на сусрету 20. кола Суперлиге с екипом Вождовца. На пријатељској утакмици с екипом Зенита из Санкт Петербурга у марту 2024, Јован је на терену заменио брата Николу након 67 минута игре. С екипом ОФК Београда освојио је прво место на табели Прве лиге Србије за сезону 2023/24. чиме је тај клуб остварио поновни пласман у Суперлигу Србије након више година. У трећем колу доигравања, против Инђије, постигао је савршени хет-трик, погодивши главом у 17, левом ногом у 45, а десном у 50. минуту сусрета за коначних 3 : 0 на Омладинском стадиону. Уз три поготка, током сезоне уписао је и две асистенције на 25 сусрета у Првој лиги Србије. За Црвену звезду је на званичној утакмици дебитовао у претпоследњем колу Суперлиге Србије, заменивши на терену Александра Катаија у 71. минуту сусрета с Напретком у Крушевцу.
У јуну 2024, Никола и Јован Митуљикић су поново прослеђени ОФК Београду на позајмицу.

## Репрезентација
Селектор Дејан Бранковић уврстио је Митуљикиће на списак играча омладинске репрезентације за двомеч с вршњацима из Румуније у јуну 2021. године. Јован је на првом од два сусрета одиграо прво полувреме, док је на другом ушао у игру у 55. минуту. Касније је позван за Меморијални турнир „Стеван Вилотић Ћеле”, где је у другом колу био двоструки стрелац у победи од 5 : 0 над вршњацима из Црне Горе. Потом је наступао у квалификационом циклусу и с екипом остварио пласман на Европско првенство за фудбалере у узрасту до 19 година старости. Није се нашао на коначном списку играча за завршни турнир под вођством Александра Јовића. Селектор младе репрезентације, Горан Стевановић, позвао је Јована Митуљикића за пријатељске сусрете на Кипру у новембру 2022. године. На утакмици против тамошње селекције, Митуљикић је дебитовао за састав Србије, одигравши прво полувреме. Наредне календарске године био је у саставу за провере против Италије и Сједињених Америчких Држава.

## Статистика

### Клупска
Ажурирано 22. јуна 2024.
|                                      |          |                  |    |    |   |   |   |   |   |   |    |    |  |  |
| Црвена звезда                        | 2020/21. | Суперлига Србије | 0  | 0  | 0 | 0 | — | — | — | — | 0  | 0  |  |  |
| Црвена звезда                        | 2021/22. | Суперлига Србије | —  | —  | — | — | — | — | — | — | 0  | 0  |  |  |
| Црвена звезда                        | 2022/23. | Суперлига Србије | —  | —  | — | — | — | — | — | — | 0  | 0  |  |  |
| Црвена звезда                        | 2023/24. | Суперлига Србије | 1  | 0  | 0 | 0 | — | — | — | — | 1  | 0  |  |  |
| Црвена звезда                        | Укупно   | Укупно           | 1  | 0  | 0 | 0 | — | — | — | — | 1  | 0  |  |  |
|                                      |          |                  |    |    |   |   |   |   |   |   |    |    |  |  |
| Графичар (позајмица)                 | 2021/22. | Прва лига Србије | 29 | 7  | 0 | 0 | — | — | — | — | 29 | 7  |  |  |
| Графичар (позајмица)                 | 2022/23. | Прва лига Србије | 16 | 6  | 1 | 1 | — | — | — | — | 17 | 7  |  |  |
| Графичар (позајмица)                 | Укупно   | Укупно           | 45 | 13 | 1 | 1 | — | — | — | — | 46 | 14 |  |  |
|                                      |          |                  |    |    |   |   |   |   |   |   |    |    |  |  |
| Младост Нови Сад (позајмица)         | 2022/23. | Суперлига Србије | 14 | 1  | — | — | — | — | — | — | 14 | 1  |  |  |
|                                      |          |                  |    |    |   |   |   |   |   |   |    |    |  |  |
| Раднички 1923 Крагујевац (позајмица) | 2023/24. | Суперлига Србије | 1  | 0  | — | — | — | — | — | — | 1  | 0  |  |  |
|                                      |          |                  |    |    |   |   |   |   |   |   |    |    |  |  |
| ОФК Београд (уговорени клуб)         | 2023/24. | Прва лига Србије | 25 | 3  | — | — | — | — | — | — | 25 | 3  |  |  |
| ОФК Београд (позајмица)              | 2024/25. | Суперлига Србије | 0  | 0  | 0 | 0 | — | — | — | — | 0  | 0  |  |  |
| ОФК Београд (позајмица)              | Укупно   | Укупно           | 25 | 3  | — | — | — | — | — | — | 25 | 3  |  |  |
|                                      |          |                  |    |    |   |   |   |   |   |   |    |    |  |  |
| Каријера                             | Каријера | Каријера         | 86 | 17 | 1 | 1 | — | — | — | — | 87 | 18 |  |  |
|                                      |          |                  |    |    |   |   |   |   |   |   |    |    |  |  |

### Утакмице у дресу репрезентације
| Репрезентација Србије у узрасту до 19 година старости | Репрезентација Србије у узрасту до 19 година старости                    | Репрезентација Србије у узрасту до 19 година старости                    | Репрезентација Србије у узрасту до 19 година старости                    | Репрезентација Србије у узрасту до 19 година старости                    | Репрезентација Србије у узрасту до 19 година старости                    | Репрезентација Србије у узрасту до 19 година старости                    | Репрезентација Србије у узрасту до 19 година старости | Репрезентација Србије у узрасту до 19 година старости | Репрезентација Србије у узрасту до 19 година старости |
| #                                                     | Датум                                                                    | Такмичење                                                                | Локација                                                                 | Домаћин                                                                  | Резултат                                                                 | Гост                                                                     | Мин.                                                  | Гол                                                   | Реф.                                                  |
| ----------------------------------------------------- | ------------------------------------------------------------------------ | ------------------------------------------------------------------------ | ------------------------------------------------------------------------ | ------------------------------------------------------------------------ | ------------------------------------------------------------------------ | ------------------------------------------------------------------------ | ----------------------------------------------------- | ----------------------------------------------------- | ----------------------------------------------------- |
| 1.                                                    | 5. јун 2021.                                                             | Пријатељска утакмица                                                     | Кућа фудбала, Стара Пазова                                               | Србија                                                                   | 1 : 0                                                                    | Румунија                                                                 |                                                       | [ 43 ]                                                |                                                       |
| 2.                                                    | 7. јун 2021.                                                             | Пријатељска утакмица                                                     | Кућа фудбала, Стара Пазова                                               | Србија                                                                   | 1 : 0                                                                    | Румунија                                                                 |                                                       | [ 44 ]                                                |                                                       |
| 3.                                                    | 3. септембар 2021.                                                       | Меморијални турнир „Стеван Вилотић Ћеле”                                 | Градски стадион, Суботица                                                | Србија                                                                   | 2 : 1                                                                    | Азербејџан                                                               |                                                       | [ 65 ]                                                |                                                       |
| 4.                                                    | 5. септембар 2021.                                                       | Меморијални турнир „Стеван Вилотић Ћеле”                                 | Стадион Милан Средановић, Кула                                           | Србија                                                                   | 5 : 0                                                                    | Црна Гора                                                                | Гол · Гол                                             | [ 66 ]                                                |                                                       |
| 5.                                                    | 10. новембар 2021.                                                       | Квалификације за Европско првенство                                      | Елбасан Арена, Елбасан                                                   | Северна Македонија                                                       | 1 : 2                                                                    | Србија                                                                   |                                                       | [ 67 ]                                                |                                                       |
| 6.                                                    | 13. новембар 2021.                                                       | Квалификације за Европско првенство                                      | Елбасан Арена, Елбасан                                                   | Албанија                                                                 | 2 : 2                                                                    | Србија                                                                   |                                                       | [ 68 ]                                                |                                                       |
| 7.                                                    | 16. новембар 2021.                                                       | Квалификације за Европско првенство                                      | Егнатиа, Рогозине                                                        | Србија                                                                   | 1 : 2                                                                    | Француска                                                                |                                                       | [ 69 ]                                                |                                                       |
| 8.                                                    | 1. јун 2022.                                                             | Квалификације за Европско првенство                                      | Јанмар стадион, Алмере                                                   | Холандија                                                                | 1 : 2                                                                    | Србија                                                                   |                                                       | [ 70 ]                                                |                                                       |
| 9.                                                    | 4. јун 2022.                                                             | Квалификације за Европско првенство                                      | Спортпарк Зегерслот                                                      | Украјина                                                                 | 1 : 1                                                                    | Србија                                                                   |                                                       | [ 71 ]                                                |                                                       |
| 10.                                                   | 7. јун 2022.                                                             | Квалификације за Европско првенство                                      | Спортпарк Јулиана                                                        | Србија                                                                   | 3 : 2                                                                    | Норвешка                                                                 |                                                       | [ 49 ]                                                |                                                       |
| 10                                                    | Укупан број утакмица, постигнутих погодака и минута проведених на терену | Укупан број утакмица, постигнутих погодака и минута проведених на терену | Укупан број утакмица, постигнутих погодака и минута проведених на терену | Укупан број утакмица, постигнутих погодака и минута проведених на терену | Укупан број утакмица, постигнутих погодака и минута проведених на терену | Укупан број утакмица, постигнутих погодака и минута проведених на терену | 2                                                     |                                                       |                                                       |

| Репрезентација Србије у узрасту до 21 године старости | Репрезентација Србије у узрасту до 21 године старости                    | Репрезентација Србије у узрасту до 21 године старости                    | Репрезентација Србије у узрасту до 21 године старости                    | Репрезентација Србије у узрасту до 21 године старости                    | Репрезентација Србије у узрасту до 21 године старости                    | Репрезентација Србије у узрасту до 21 године старости                    | Репрезентација Србије у узрасту до 21 године старости | Репрезентација Србије у узрасту до 21 године старости | Репрезентација Србије у узрасту до 21 године старости |
| #                                                     | Датум                                                                    | Такмичење                                                                | Локација                                                                 | Домаћин                                                                  | Резултат                                                                 | Гост                                                                     | Мин.                                                  | Гол                                                   | Реф.                                                  |
| ----------------------------------------------------- | ------------------------------------------------------------------------ | ------------------------------------------------------------------------ | ------------------------------------------------------------------------ | ------------------------------------------------------------------------ | ------------------------------------------------------------------------ | ------------------------------------------------------------------------ | ----------------------------------------------------- | ----------------------------------------------------- | ----------------------------------------------------- |
| 1.                                                    | 20. новембар 2022.                                                       | Пријатељска утакмица                                                     | Никозија                                                                 | Кипар                                                                    | 2 : 2                                                                    | Србија                                                                   |                                                       | [ 53 ]                                                |                                                       |
| 2.                                                    | 24. март 2023.                                                           | Пријатељска утакмица                                                     | ТСЦ академија, Бачка Топола                                              | Србија                                                                   | 0 : 2                                                                    | Италија                                                                  |                                                       | [ 72 ]                                                |                                                       |
| 3.                                                    | 28. март 2023.                                                           | Пријатељска утакмица                                                     | Спортски центар, Марбеља                                                 | Сједињене Америчке Државе                                                | 0 : 0                                                                    | Србија                                                                   |                                                       | [ 73 ]                                                |                                                       |
| 3                                                     | Укупан број утакмица, постигнутих погодака и минута проведених на терену | Укупан број утакмица, постигнутих погодака и минута проведених на терену | Укупан број утакмица, постигнутих погодака и минута проведених на терену | Укупан број утакмица, постигнутих погодака и минута проведених на терену | Укупан број утакмица, постигнутих погодака и минута проведених на терену | Укупан број утакмица, постигнутих погодака и минута проведених на терену |                                                       |                                                       |                                                       |

## Трофеји и награде
ОФК Београд
- Прва лига Србијеː 2023/24.[37]

Црвена звезда
- Суперлига Србије : 2023/24.[74]